# Santa Creu de Castellbò
Santa Creu de Castellbò, Santa Creu – miejscowość w Hiszpanii, w Katalonii, w prowincji Lleida, w comarce Alt Urgell, w gminie Montferrer i Castellbò.
Według danych INE w 2020 roku liczyła 16 mieszkańców – 10 mężczyzn i 6 kobiet. 